# Anian Zollner
Anian Zollner (* 21. Februar 1969 in Burghausen, Oberbayern) ist ein deutscher Schauspieler.

## Leben
Zollner wurde in Bayern geboren, wuchs in München auf und legte sein Abitur am dortigen Maximiliangymnasium ab. Nach dem Zivildienst nahm er 1991 ein Studium an der Hochschule für Schauspielkunst Ernst Busch in Berlin auf, das er 1995 abschloss.
1996 wurde Anian Zollner von Regisseurin Margarethe von Trotta im Kinofilm Das Versprechen in einer Hauptrolle besetzt. Es folgten weitere Rollen in Kinofilmen und im Fernsehen. So spielte er unter anderem im ARD-Mehrteiler Klemperer – Ein Leben für Deutschland mit. Zahlreiche Episodenrollen in Serien schlossen sich an, darunter Praxis Bülowbogen und Der letzte Zeuge.
Neben seiner Film- und Fernsehtätigkeit ist Zollner auch als Theaterschauspieler in Erscheinung getreten. Neben den Wiener Festwochen war er unter anderem am Schauspiel Köln sowie am Wiener Burgtheater engagiert.
Mit Ich und Kaminski – nach der Romanvorlage von Daniel Kehlmann – vertonte Zollner ein Hörspiel, dem noch mehrere folgten. Er spricht drei Fremdsprachen (Spanisch, Französisch, Englisch) und lebt seit 1990 in Berlin und seit 2016 auch in Hamburg.
2021 beteiligte er sich an der Outing-Kampagne ActOut in Süddeutsche Zeitung Magazin, Nummer 5 vom 5. Februar 2021.

## Kino (Auswahl)
- 1995: Das Versprechen
- 1995: Der Aufbruch
- 1995: Die Tür
- 1996: Rohe Ostern
- 1997: Daily Chicken
- 1997: Mon fils
- 1999: Requiem für eine romantische Frau
- 2003: Luther
- 2004: Sweet Lullabies
- 2009: Hilde
- 2011: Gefährten (War Horse)
- 2014: Toilet Stories
- 2016: Zeit für Legenden (Race)
- 2021: Bekenntnisse des Hochstaplers Felix Krull

## Fernsehen (Auswahl)
- 1996: Lady Meyerhofer
- 1997: Reise in die Nacht
- 1997: Terror im Namen der Liebe (Regie: Bodo Fürneisen)
- 1998: Delta Team (Die Außenseiter)
- 1999: Klemperer – Ein Leben in Deutschland
- 1999: Todsünden – die zwei Gesichter einer Frau
- 2000: Der gerechte Richter
- 2000: Doppelter Einsatz – Reiche Verwandtschaft
- 2000: Küss mich Tiger
- 2000: Die Kommissarin – Das Mädchen im Wald
- 2001: Eva – Ganz mein Fall
- 2001: Das Duo – Tod am Strand
- 2002: Alarm für Cobra 11 – Die Autobahnpolizei
- 2002: Lovers & Friends
- 2002: Tage des Sturms
- 2003: Adelheid und ihre Mörder
- 2003: Tatort – Im Visier
- 2004: Alphateam
- 2004: SOKO Kitzbühel – Kajak in den Tod
- 2004: Neue Freunde, neues Glück
- 2004: Doppelter Einsatz
- 2004: Im Namen des Gesetzes
- 2005: SOKO Donau – Notwehr
- 2005: SOKO 5113 – Das kleine Biest
- 2005: Der Hauptgewinn
- 2006: Im Namen des Gesetzes
- 2006: KDD Kriminaldauerdienst
- 2006: Der letzte Zeuge
- 2006: Ein Hauptgewinn für Papa
- 2007: Mitte 30
- 2007: Der Mann meiner Träume
- 2007: Deadline
- 2007: Küstenwache
- 2008: Wenn wir uns begegnen
- 2008: Der große Tom
- 2008: Alarm für Cobra 11 – Die Autobahnpolizei
- 2008: Der Seewolf
- 2008: Ihr Auftrag, Pater Castell
- 2009: Keine Angst
- 2009: Notruf Hafenkante – Heißer Abriss
- 2009: SOKO Donau
- 2009: Ein Fall für Zwei
- 2009: Die Rosenheim-Cops – Ottos letzter Sieg
- 2009: Der letzte Patriarch
- 2009: Großstadtrevier
- 2009: Nichts als Ärger mit den Männern
- 2009: In aller Freundschaft (Fernsehserie, Folge 434 Selbstlos)
- 2010: Küstenwache – Claras Traum
- 2011: Der Staatsanwalt – Amtsmissbrauch
- 2011: Der Kriminalist – Grüße von Johnny Silver
- 2011: Tatort – Gestern war kein Tag
- 2012: Tatort – Ihr Kinderlein kommet
- 2012: Wir wollten aufs Meer
- 2013: Tatort – Freunde bis in den Tod
- 2014: Wilsberg: Nackt im Netz
- 2014: Zorn – Tod und Regen (1. Teil der Serie Zorn)
- 2014: Schuld nach Ferdinand von Schirach (Folge 5: DNA)
- 2014: Alles muss raus – Eine Familie rechnet ab (Fernsehzweiteiler)
- 2015: Tatort – Gier
- 2015: Outside the Box
- 2016: Die Diplomatin – Entführung in Manila
- 2016: Die Stadt und die Macht, TV-Sechsteiler
- 2016: Rosamunde Pilcher – Ein Doktor & drei Frauen
- 2016: Ein gefährliches Angebot
- 2017: Alarm für Cobra 11 – Die Autobahnpolizei
- 2017, 2024: SOKO Donau – Familie Schweiger, Nur eine Nacht
- 2018: Der Zürich-Krimi: Borchert und die Macht der Gewohnheit
- 2018: Morden im Norden – Tödliche Mitschuld
- 2018: Der Alte – Folge 413: Das perfekte Glück
- 2018: München Mord – Die ganze Stadt ein Depp
- 2018: Frankfurt, Dezember 17
- 2019: Die Informantin – Der Fall Lissabon
- 2020: Der Bergdoktor – Zwei Wahrheiten
- 2020: Das Geheimnis der Freiheit
- 2020: Die Chefin (Fernsehserie, Folge 63 Abgehängt)
- 2021: Am Anschlag – Die Macht der Kränkung (Fernsehserie)
- 2022: SOKO Wismar (Fernsehserie, Folge Sag die Wahrheit)
- 2022: WaPo Bodensee (Fernsehserie, Folge Alte Rechnungen)
- 2024: Der Bozen-Krimi – Geheime Bruderschaft

## Theater (Auswahl)
- 1995–1996 – Wie es euch gefällt – Schauspiel Köln
- 1996 – Sappho – Wiener Festwochen
- 1997 – Hamlet – Schaubühne Leipzig
- 1998 – Messer in Hennen – Schaubühne Leipzig
- 2000 – Troilus und Cressida – Burgtheater Wien
- 2001 – Rottweiler – Burgtheater Wien
- 2002 – Betrogen – Sophiensaele Berlin
- 2004 – Oh Ewigkeit – Maxim Gorki Theater Berlin